# Conquilla d'Or a la millor pel·lícula
La Conquilla d'Or és un premi oficial concedit en el Festival Internacional de Cinema de Sant Sebastià que recompensa la millor pel·lícula, a criteri dels membres del Jurat, d'entre totes les que es presenten a la Secció Oficial del certamen.
A les edicions de 1953 i 1954 només es va premiar a pel·lícules espanyoles. La Conquilla d'Or, com a tal, i de manera oficial, no es va atorgar fins a l'edició de 1957. El 1963 els premis es van atorgar de manera extraoficial. Entre 1980 i 1984 no es va atorgar la Conquilla d'Or com a tal, al perdre el Festival la categoria A de la FIAP, concedint-se, en el seu lloc, un 'Gran Premi de la Crítica Internacional'. A la resta d'edicions es va concedir la Conquilla d'Or oficial.

## Palmarès
Aquest és el palmarès del premi:
| Any  | Pel·lícula                                       | Director                           | País                                   |
| ---- | ------------------------------------------------ | ---------------------------------- | -------------------------------------- |
| 1953 | La guerra de Dios                                | Rafael Gil                         | Espanya                                |
| 1954 | Sierra maldita                                   | Antonio del Amo                    | Espanya                                |
| 1955 | Giorni d'amore                                   | Giuseppe de Santis                 | Itàlia                                 |
| 1956 | Il ferroviere                                    | Pietro Germi                       | Itàlia                                 |
| 1957 | La nonna Sabella                                 | Dino Risi                          | Itàlia                                 |
| 1958 | Ewa chce spać                                    | Tadeusz Chmielewski                | França                                 |
| 1959 | The Nun's Story                                  | Fred Zinnemann                     | EUA                                    |
| 1960 | Romeo, Julie a tma                               | Jiří Weiss                         | Txecoslovàquia                         |
| 1961 | Un tipus dur (One-Eyed Jacks)                    | Marlon Brando                      | EUA                                    |
| 1962 | L'isola di Arturo                                | Damiano Damiani                    | Itàlia                                 |
| 1963 | Mafioso                                          | Alberto Lattuada                   | Itàlia                                 |
| 1964 | America, America                                 | Elia Kazan                         | EUA                                    |
| 1965 | Mirage Zlatá reneta (ex aequo)                   | Edward Dmytryk Otakar Vávra        | EUA Txecoslovàquia                     |
| 1966 | I Was Happy Here                                 | Desmond Davis                      | Regne Unit                             |
| 1967 | Two for the Road                                 | Stanley Donen                      | EUA                                    |
| 1968 | The Long Day's Dying                             | Peter Collinson                    | Regne Unit                             |
| 1969 | Gent de pluja (The Rain People)                  | Francis Ford Coppola               | EUA                                    |
| 1970 | Ondata di calore                                 | Nelo Risi                          | Itàlia                                 |
| 1971 | Le Genou de Claire                               | Éric Rohmer                        | França                                 |
| 1972 | The Glass House                                  | Tom Gries                          | EUA                                    |
| 1973 | El espíritu de la colmena                        | Víctor Erice                       | Espanya                                |
| 1974 | Males terres                                     | Terrence Malick                    | EUA                                    |
| 1975 | Furtivos                                         | José Luis Borau                    | Espanya                                |
| 1976 | Tabor ujodit v niebo                             | Emil Loteanu                       | URSS                                   |
| 1977 | Mekhanitxeskogo pianino                          | Nikita Mikhalkov                   | URSS                                   |
| 1978 | Alambrista!                                      | Robert M. Young                    | EUA                                    |
| 1979 | Marató de tardor                                 | Guiorgui Danelia                   | URSS                                   |
| 1980 | Dyrygent                                         | Andrzej Wajda                      | Polònia                                |
| 1981 | Storie di ordinaria follia                       | Marco Ferreri                      | Itàlia                                 |
| 1982 | Demonios en el jardín                            | Manuel Gutiérrez Aragón            | Espanya                                |
| 1983 | Coup de foudre                                   | Diane Kurys                        | França                                 |
| 1984 | Rumble Fish                                      | Francis Ford Coppola               | EUA                                    |
| 1985 | Yesterday                                        | Radosław Piwowarski                | Polònia                                |
| 1986 | La mitad del cielo                               | Manuel Gutiérrez Aragón            | Espanya                                |
| 1987 | Urs al-Jalil                                     | Michel Khleifi                     | Palestina-França-Bèlgica               |
| 1988 | On the Black Hill                                | Andrew Grieve                      | Regne Unit                             |
| 1989 | Homer and Eddie La nación clandestina (ex aequo) | Andréi Konchalovski Jorge Sanjinés | EUA Bolívia                            |
| 1990 | Las cartas de Alou                               | Montxo Armendáriz                  | Espanya                                |
| 1991 | Alas de mariposa                                 | Juanma Bajo Ulloa                  | Espanya                                |
| 1992 | Un lugar en el mundo                             | Adolfo Aristarain                  | Argentina                              |
| 1993 | Principio y fin Sara                             | Arturo Ripstein Dariush Mehrjui    | Mèxic Iran                             |
| 1994 | Días contados                                    | Imanol Uribe                       | Espanya                                |
| 1995 | Margaret's Museum                                | Mort Ransen                        | Canadà-Regne Unit                      |
| 1996 | Bwana Trojan Eddie (ex aequo)                    | Imanol Uribe Gillies Mackinnon     | Espanya Irlanda                        |
| 1997 | Rien ne va plus                                  | Claude Chabrol                     | França                                 |
| 1998 | El viento se llevó lo qué                        | Alejandro Agresti                  | Argentina-Països Baixos-Espanya-França |
| 1999 | C'est quoi la vie?                               | François Dupeyron                  | França                                 |
| 2000 | La perdición de los hombres                      | Arturo Ripstein                    | Mèxic-Espanya                          |
| 2001 | Taxi para tres                                   | Orlando Lübbert                    | Xile                                   |
| 2002 | Los lunes al sol                                 | Fernando León de Aranoa            | Espanya-França-Itàlia                  |
| 2003 | Schussangst                                      | Dito Tsintsadze                    | Alemanya                               |
| 2004 | Turtles Can Fly                                  | Bahman Ghobadi                     | Iran-Iraq                              |
| 2005 | Stesti (Something like Happiness)                | Bohdan Sláma                       | República Txeca - Alemanya             |
| 2006 | Half moon Mon fils à moi                         | Bahman Ghobadi Martial Fougeron    | Iran-Iraq-Àustria-França               |
| 2007 | A thousand years of good prayers                 | Wayne Wang                         | EUA                                    |
| 2008 | Pandora's Box                                    | Yeşim Ustaoğlu                     | Turquia-França-Alemanya-Bèlgica        |
| 2009 | Ciutat de vida i mort                            | Chuan Lu                           | Xina-Hong Kong                         |
| 2010 | Neds                                             | Peter Mullan                       | Regne Unit-França-Itàlia               |
| 2011 | Els passos dobles                                | Isaki Lacuesta                     | Catalunya                              |
| 2013 | Pelo malo                                        | Mariana Rondón                     | Veneçuela                              |
| 2014 | Magical Girl                                     | Carlos Vermut                      | Espanya                                |
| 2015 | Sparrows                                         | Rúnar Rúnarsson                    | Islàndia i Dinamarca                   |
| 2016 | I Am Not Madame Bovary                           | Feng Xiaogang                      | Xina                                   |
| 2017 | The Disaster Artist                              | James Franco                       | EUA                                    |
| 2018 | Entre dos aguas                                  | Isaki Lacuesta                     | Catalunya                              |
| 2019 | Pacified (Pacificado)                            | Paxton Winters                     | Brasil                                 |
| 2020 | Beginning                                        | Dea Kulumbegashvili                | Geòrgia-França                         |
| 2021 | Crai Nou                                         | Alina Grigore                      | Romania                                |
| 2022 | Los reyes del mundo                              | Laura Mora                         | Colòmbia                               |
| 2023 | O corno                                          | Jaione Camborda Coll               | Espanya, Portugal, Bèlgica             |
| 2024 | Tardes de soledad                                | Albert Serra                       | Espanya, Portugal, França              |